# Chilorhinus suensonii
Chilorhinus suensonii är en fiskart som beskrevs av Christian Frederik Lütken 1852. Chilorhinus suensonii ingår i släktet Chilorhinus och familjen Chlopsidae. Inga underarter finns listade i Catalogue of Life.